# دبی رویال ایر وینگ
دبی رویال ایر وینگ (به انگلیسی: Dubai Royal Air Wing) یک شرکت هواپیمایی است. دفتر مرکزی دبی رویال ایر وینگ در دبی، امارات متحده عربی واقع شده‌است و قطب این شرکت هواپیمایی در فرودگاه بین‌المللی دبی قرار دارد.